# Ovi (Nokia)
Ovi es el nombre del que fue el "concepto paraguas" de Nokia para sus servicios en Internet. La palabra Ovi significa puerta en finés. Centralizado en ovi.com, ofrecía un panel personalizado donde los usuarios podían compartir fotos con sus amigos, comprar música y acceder a servicios de terceros como el sitio de fotos Flickr de Yahoo!. Los servicios de Ovi se podían utilizar desde un dispositivo móvil, computadora (a través de Ovi Suite) o a través de la web. Nokia se centró en cinco áreas de servicio clave: juegos, mapas, medios, mensajería y música. El objetivo de Nokia con Ovi era incluir desarrolladores de terceros, como operadores y servicios de terceros. Con el anuncio de Ovi Maps Player API, Nokia comenzó a convertir sus servicios en una plataforma que permitía a terceros utilizar los servicios Ovi de Nokia.

## Historia
Fue anunciado el 29 de agosto de 2007 en el evento Go Play en Londres. El 4 de diciembre, se anunció el plan completo con más detalles, como el lanzamiento de una beta pública del software de escritorio. Tan pronto como los test internos fueron completados, se anunció que la beta pública sería lanzada a principios de 2008.
La marca Ovi fue retirada en julio de 2011. Hubo una actualización en los dispositivos Nokia para cambiar el nombre de los servicios con la marca Ovi para adoptar la marca Nokia.
Ovi significa puerta en finés.

## Servicios
La marca Ovi aglutinaba distintos servicios de Nokia como la Ovi Store, la tienda de aplicaciones para los dispositivos de Nokia; la Ovi Music Store]] Ovi Maps (ahora Here Maps), un servicio de mapas. Además, esta incluía servicios como Share on Ovi o Files on Ovi.
Share on Ovi era un servicio web para compartir multimedia. Este servicio, originalmente llamado Twango, permitía la subida y almacenamiento de fotos, vídeos, etc. Los usuarios podían subir archivos multimedia directamente de sus dispositivos móviles. 
Files on Ovi era una versión mejorada y renombrada del servicio Avvenu "Access and Share", que Nokia compró en diciembre de 2007. El servicio permitía a los usuarios acceder a sus ficheros desde cualquier pc de manera remota (a través de un navegador web) o desde un dispositivo móvil, y facilitaba la compartición de ficheros.